# Polygrammodes obsoletalis
Polygrammodes obsoletalis là một loài bướm đêm trong họ Crambidae.